# Freya chionopogon
Freya chionopogon är en spindelart som beskrevs av Simon 1902. Freya chionopogon ingår i släktet Freya och familjen hoppspindlar. Inga underarter finns listade i Catalogue of Life.